# ویمپسینگ آندر لایتا
ویمپسینگ آندر لایتا (به آلمانی: Wimpassing an der Leitha) یک منطقهٔ مسکونی در اتریش است که در ناحیه آیزنشتات-اومگه‌بونگ واقع شده‌است. ویمپسینگ آندر لایتا ۱٬۱۳۰ نفر جمعیت دارد.